# Faculdade de Estudos Avançados do Pará
A Faculdade de Estudos Avançados do Pará - (FEAPA), é uma instituição de ensino superior privada, localizada em Belém do Pará. Funciona em uma área de 130.000m² e trabalha para ser referência na formação de profissionais na Região Norte.

## Graduação
- Administração;
- Ciências Contábeis;
- Design Gráfico;
- Jornalismo;
- Publicidade e Propaganda;
- Sistema de Informação;
- Turismo.